# Российский миротворческий контингент в Нагорном Карабахе
Российский миротворческий контингент в Нагорном Карабахе — бывший военный контингент России в Нагорном Карабахе, располагавшийся в регионе на основании заявления о прекращении огня, подписанного лидерами Азербайджана, Армении и России по результатам Второй карабахской войны. Срок пребывания миротворческого контингента Российской Федерации составлял 5 лет с момента подписания соглашения (9 ноября 2020 года), с автоматическим продлением на очередной 5-летний период, если ни одна из сторон соглашения не заявит за 6 месяцев до истечения срока о намерении прекратить применение данного положения. Однако в апреле 2024 года начался досрочный вывод российского контингента с территории Азербайджана и 12 июня 2024 года этот процесс, по данным Министерства обороны Азербайджана, официально завершился. 
Российский миротворческий контингент размещался вдоль бывшей линии соприкосновения в Нагорном Карабахе и вдоль Лачинского коридора. Штаб командования миротворческими силами располагался в районе аэропорта Ходжалы.

## История
После подписания соглашения стороны стали соблюдать режим прекращения огня по всей линии соприкосновения в Карабахе.

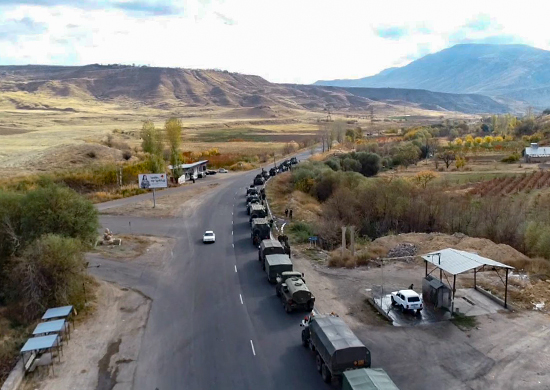
Марш российского миротворческого контингента в сторону Лачинского коридора

10 ноября первые Ил-76 с миротворческим контингентом, состоящим из подразделений 15-й отдельной мотострелковой бригады, вылетели с аэродрома Ульяновск-Восточный для того, чтобы доставить в зону конфликта личный состав, автомобильную технику, бронетранспортёры и материальные средства. 11 ноября подразделения миротворческого контингента Вооружённых сил Российской Федерации взяли под контроль Лачинский коридор и участок дороги Лачин — совхоз «Лысогорский» (под селом Туршсу) с выставлением временных наблюдательных постов. Подразделения 1-го миротворческого батальона бригады после разгрузки на аэродроме «Эребуни» совершили 300-километровый марш, сосредоточившись в районе Гориса. Первым командующим российским миротворческим контингентом в Нагорном Карабахе был назначен генерал-лейтенант Рустам Мурадов.
12 ноября Владимир Путин подписал указ о порядке работы миротворцев в Нагорном Карабахе. В этот же день миротворческий батальон 15-й отдельной мотострелковой бригады вошёл в город Степанакерт — столицу непризнанной Нагорно-Карабахской Республики, где изначально и расположился штаб командования миротворческими силами. К 13 ноября в районе Степанакерта и Шуши были выставлены четыре наблюдательных поста. В целом, за трое суток был совершено 73 самолёто-рейса, перевезено 1103 военнослужащих и 168 единиц техники.

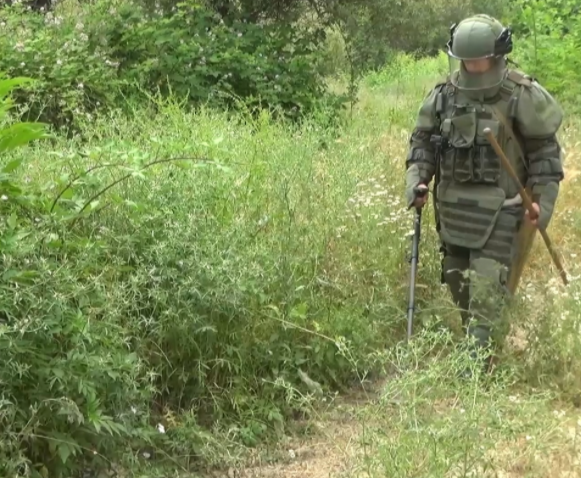
Российский сапёр за работой по разминированию. Нагорный Карабах. Июнь 2021 года

С 14 ноября в составе миротворческого контингента формировался, а с 20 ноября приступил к работе «Межведомственный центр гуманитарного реагирования», в задачи которого входит обеспечение безопасности при возвращении беженцев в Нагорный Карабах. В состав центра, кроме специалистов Минобороны России, входят оперативная группа МЧС России, представители МИДа России, силы и средства Пограничной службы ФСБ России и представители других федеральных органов исполнительной власти России. Начальником центра назначен генерал-майор Андрей Волков.
К 15 ноября российские миротворческие силы выставили семь временных наблюдательных постов в Лачинском коридоре (вдоль дороги Забух—свх. Лысогорский—Зарыслы) и 18 наблюдательных постов в Нагорном Карабахе. Управление российскими миротворческими силами осуществляется с командного пункта, развёрнутого в Степанакерте.
23 ноября 2020 года к разминированию районов Нагорного Карабаха приступили специалисты российского Международного противоминного центра.

«Международная кризисная группа», говоря о потенциальных конфликтах в 2023 году, касаемо уходящего 2022 года отметила и действия российские миротворцев в регионе:
Российские миротворцы не остановили несколько вспышек в прошлом году. Азербайджанские войска в марте и августе захватили новые территории в Нагорном Карабахе, в том числе стратегические горные позиции. В сентябре азербайджанские силы захватили территорию внутри самой Армении. Каждое столкновение становилось все более кровавым.
Как отмечает «Шпигель», в 2022 году миротворческая миссия Москвы не смогла удержать Азербайджан от атаки и дальнейшего продвижения вглубь Нагорного Карабаха.
Был отстроен российский военный городок (на территории построен православный храм и мечеть).
С декабря 2022 года Лачинский коридор был заблокирован азербайджанской стороной. Представители Армении неоднократно обвиняли российских миротворцев в том, что они не выполняют свои обязательства по обеспечению работы коридора.
20 сентября 2023 под обстрел из стрелкового оружия попал автомобиль УАЗ с российскими миротворцами вблизи населённого пункта Джанятаг, пятеро миротворцев погибли. Генпрокуратура Азербайджана заявила о гибели шести российских миротворцев: пятерых расстреляли азербайджанские военные, приняв их автомобиль УАЗ за принадлежащий «незаконным армянским вооружённым формированиям», ещё один миротворец погиб и один был ранен в результате обстрела «Камаза», за эту гибель ответственность Азербайджан возложил на «неустановленных членов армянских вооружённых формирований». При обстреле российских военных погиб замкомандующий подводными силами Северного флота Иван Ковган, который был заместителем командира миротворческого контингента. 21 сентября Ильхам Алиев принёс свои извинения за гибель российских миротворцев. Для расследования обстоятельств случившегося на месте происшествия сообща работают следственные органы Азербайджана и России.
Сразу после наступления Азербайджана на НКР аппарат президента России распространил методичку среди государственных и лояльных СМИ. Ввиду произошедших событий, методичка, спущенная сверху, должна была помочь представить Россию в хорошем свете. Так, согласно «Медузе», в руки которой попал один из экземпляров, статус миротворцев в Кремле предлагали описывать как «наблюдательный». Помимо всего прочего в методичке настоятельно рекомендовалось обвинить в обострении конфликта в Нагорном Карабахе Армению и страны Запада. При этом работникам провластных СМИ следовало рассказывать о помощи миротворцев в «эвакуации мирного населения». Отдельно составители методички советуют упомянуть о том, что люди находят «убежище» в православном храме, расположенном на базе российского миротворческого контингента.
23 сентября 2023 года российские миротворцы расположились в пригороде Степанакерта Киркиджан.

### Вывод войск
16 апреля 2024 года в азербайджанских СМИ появилась информация, что российский контингент покидает Азербайджан, а уже 17 апреля пресс-секретарь президента России Дмитрий Песков также подтвердил эту информацию. 12 июня завершился процесс вывода миротворческого контингента России, временно дислоцированного на территории Азербайджана.

## Численность и структура
Численность российского миротворческого контингента составит 1960 военнослужащих со стрелковым оружием, 90 бронетранспортёров, 380 единиц автомобильной и специальной техники, по 4 вертолёта Ми-8 и Ми-24 армейской авиации ВКС России, 7 БПЛА. Основу составляют военнослужащие 15-й отдельной мотострелковой бригады (миротворческой) Центрального военного округа.
В составе миротворческого контингента стал действовать «Межведомственный центр гуманитарного реагирования», который включает пять центров: Центр гуманитарного разминирования; Центр примирения враждующих сторон (в том числе отдел психологической работы, теле- и радиовещательные станции, редакция газеты «Вестник миротворца»); Центр транспортного обеспечения; Центр медицинского обеспечения; Центр торгово-бытового обеспечения).

## Командующие
- 11 ноября 2020 — 9 сентября 2021 генерал-лейтенант Рустам Мурадов
- 9 сентября 2021 — 25 сентября 2021 генерал-майор Михаил Кособоков
- 25 сентября 2021 — 11 января 2022 генерал-лейтенант Геннадий Анашкин[35]
- 11 января 2022 — 25 апреля 2023 генерал-майор Андрей Волков
- 25 апреля 2023 — 3 сентября 2023 генерал-полковник Александр Ленцов
- 3 сентября 2023 — 12 июня 2024 генерал-майор Кирилл Кулаков

## Потери
- 17 декабря 2020 года при разминировании участка дороги погиб офицер российского миротворческого контингента[36].
- 20 сентября 2023 года во время столкновений в Нагорном Карабахе погибло шесть российских миротворцев, включая заместителя командующего миротворческим контингентом[37].
- 11 декабря 2023 года в дорожно-транспортном происшествии с бронетранспортёром БТР-82 погиб 1 и были травмированы 2 миротворца.[38]

## Критика
Как отмечает Александр Атасунцев, «исход Второй карабахской войны изменил положение России в регионе — она стала превращаться из арбитра просто в одного из посредников. Более двух тысяч российских миротворцев, развёрнутых в Карабахе, не помогли — они стали номинальной, но не реальной защитой армянского населения региона. Спустя два года после развёртывания у них по-прежнему нет даже чётко прописанного мандата, регламентирующего применение оружия».
За время пребывания миротворцев в Карабахе действия контингента были охарактеризованы как крайне неэффективные. Миротворцы не смогли разблокировать Лачинский коридор — единственную дорогу из Армении в Карабах, закрытую Азербайджаном в нарушение трёхсторонних договорённостей, — который под договору о прекращении огня от 9 ноября 2020 года находился в юрисдикции российских миротворцев. В результате это привело к блокаде Нагорного Карабаха и гуманитарной катастрофе (нехватка продовольствия, отсутствие электричества, водоснабжения, газа, медикаментов и продуктов первой необходимости). Кроме этого миротворческий контингент, ограничившись функцией наблюдателей, не смог воспрепятствовать нападению на НКР. В результате после почти года нахождения в блокаде и последовавшей за этим сентябрьской военной операции Азербайджана, вкупе с запугиванием армян со стороны Баку, произошёл исход местного армянского населения из Карабаха.